# Liste der Monuments historiques in Fumay
Die Liste der Monuments historiques in Fumay führt die Monuments historiques in der französischen Gemeinde Fumay auf.

## Liste der Immobilien
| Bezeichnung                 | Beschreibung                                   | Standort              | Kennzeichnung | Schutzstatus | Datum | Bild           |
| --------------------------- | ---------------------------------------------- | --------------------- | ------------- | ------------ | ----- | -------------- |
| Château des Comtes de Bryas | im letzten Viertel des 17. Jahrhunderts erbaut | Rue du 4.70389 (Lage) | PA00078440    | Inscrit      | 1972  | weitere Bilder |

## Liste der Objekte
| Bezeichnung                                            | Beschreibung                                                                | Standort                        | Kennzeichnung | Schutzstatus | Datum | Bild |
| ------------------------------------------------------ | --------------------------------------------------------------------------- | ------------------------------- | ------------- | ------------ | ----- | ---- |
| Skulptur Johannes der Täufer                           | Nussbaum- und Eichenholz, farbig gefasst, 18. Jahrhundert                   | in der Kirche St-Georges (Lage) | PM08001261    | Inscrit      | 1993  |      |
| Skulptur Heilige Cäcilia                               | Holz, farbig gefasst und vergoldet, 18. Jahrhundert; 2010 gestohlen         | in der Kirche St-Georges (Lage) | PM08001262    | Inscrit      | 1993  |      |
| Pietà                                                  | Holz, farbig gefasst, 15. oder 16. Jahrhundert                              | in der Kapelle St-Roch (Lage)   | PM08000205    | Classé       | 1933  |      |
| Skulptur Heiliger Nikolaus                             | Nussbaumholz, farbig gefasst und vergoldet, 18. Jahrhundert; 2010 gestohlen | in der Kirche St-Georges (Lage) | PM08001260    | Inscrit      | 1933  |      |
| Kirchenbänke                                           | Eichenholz, 1779                                                            | in der Kirche St-Georges (Lage) | PM08001265    | Inscrit      | 1993  |      |
| Beichtstuhl                                            | Eichenholz, 1780, falsch bezeichnet 1825                                    | in der Kirche St-Georges (Lage) | PM08001266    | Inscrit      | 1993  |      |
| Kollektenschale                                        | Kupfer, bezeichnet 1782                                                     | in der Kirche St-Georges (Lage) | PM08001263    | Inscrit      | 1993  |      |
| Prozessionsbaldachin                                   | Holz, bemalt und vergoldet, Leder, 18. Jahrhundert                          | in der Kirche St-Georges (Lage) | PM08001268    | Inscrit      | 1993  |      |
| Skulptur Heiliger Georg                                | Stein, farbig gefasst, 17. Jahrhundert                                      | in der Kirche St-Georges (Lage) | PM08000712    | Inscrit      | 1993  |      |
| Schranktüren                                           | Holz, bemalt, 18. Jahrhundert                                               | in der Mairie (Lage)            | PM08000206    | Classé       | 1966  |      |
| Zwei Sakristeischränke                                 | Eichenholz, zwischen 1872 und 1876                                          | in der Kirche St-Georges (Lage) | PM08001264    | Inscrit      | 1993  |      |
| Prozessionsfahne Notre-Dame de l’Usine et de l’Atelier | Seide und Baumwolle, bestickt, Ende des 19. Jahrhunderts                    | in der Kirche St-Georges (Lage) | PM08001267    | Inscrit      | 1993  |      |